# Buna (fleuve)
Pour les articles homonymes, voir Bojana et Buna.
Bojana ou Buna en albanais (forme indéfinie : Bunë), en cyrillique Бојана, l'antique Barbana, est un fleuve long de 41 kilomètres qui chemine entre l'Albanie et le Monténégro et qui s'écoule du lac de Shkodra jusqu'à la mer Adriatique avec une dénivellation moyenne de 0,6 %.
Si on mesurait cet émissaire du lac de Shkodra à partir de la source de l'affluent le plus long du lac (la Morača), le cours d'eau ferait plus de 183 kilomètres de long.

## Le fleuve en Albanie
Le fleuve était plus long par le passé, mais le niveau du lac de Shkodra ayant monté, une partie de son lit se trouve maintenant sous la surface. Le fleuve chemine d'abord vers l'ouest, puis atteint la ville de Shkodra après quelques kilomètres puis tourne vers le sud-ouest. C'est au sud de cette ville, après la forteresse de Rozafa, que le fleuve reçoit son plus grand affluent, le Grand Drin (Drini i madh en albanais).
En effet, au cours d'une crue en 1858, le cours du Drin qui rejoignait la mer au sud de Lezha a été modifié  et divisé en deux branches, dont la plus grosse, après avoir reçu les eaux de la Kir, rejoint désormais le Bojana. Le Grand Drin a un débit (320 m3/s) dix fois supérieur à celui du Bojana en amont de la confluence.
Après être passé autour du Pic de Tarabosh, le Bojana chemine au bord des villages de Zues, Bërdica, Oboti, Oblika, Darragjat, Shirq, Mushan, Muriqan et Samrisht pour, après vingt kilomètres, former la frontière entre l'Albanie et le Monténégro.

## La frontière et l'embouchure du fleuve
Dans sa section frontière, de 24 kilomètres de long, le fleuve chemine en méandres autour du lac de Shas/Šas (Liqeni Shasit en albanais, Šasko jezero en monténégrin) et du marais salant d'Ulqin/Ulcinj (Kriporja e Ulqinit en albanais, Ulcinjska solana en monténégrin), l'un et l'autre au Monténégro.
 
La population est très majoritairement albanophone dans cette région du Monténégro, que le Congrès de Berlin lui a attribuée en 1878 et que l'empire ottoman a définitivement évacuée deux ans plus tard.
 
Les villages environnants sont Shën Gjergji (Sveti Đorđe en monténégrin, "Saint Georges" en français) du côté monténégrin et Samrisht i Poshtëm ("Samrisht le bas"), Pentar, Reç, Luarza et Pulaj du côté albanais.
Le terrain autour du fleuve est bas et marécageux.
Les bords du Bojana sont parsemés de cabanes en bois, de pêcheurs dont les prises se dégustent dans les restaurants des environs.

### L'île Bojana

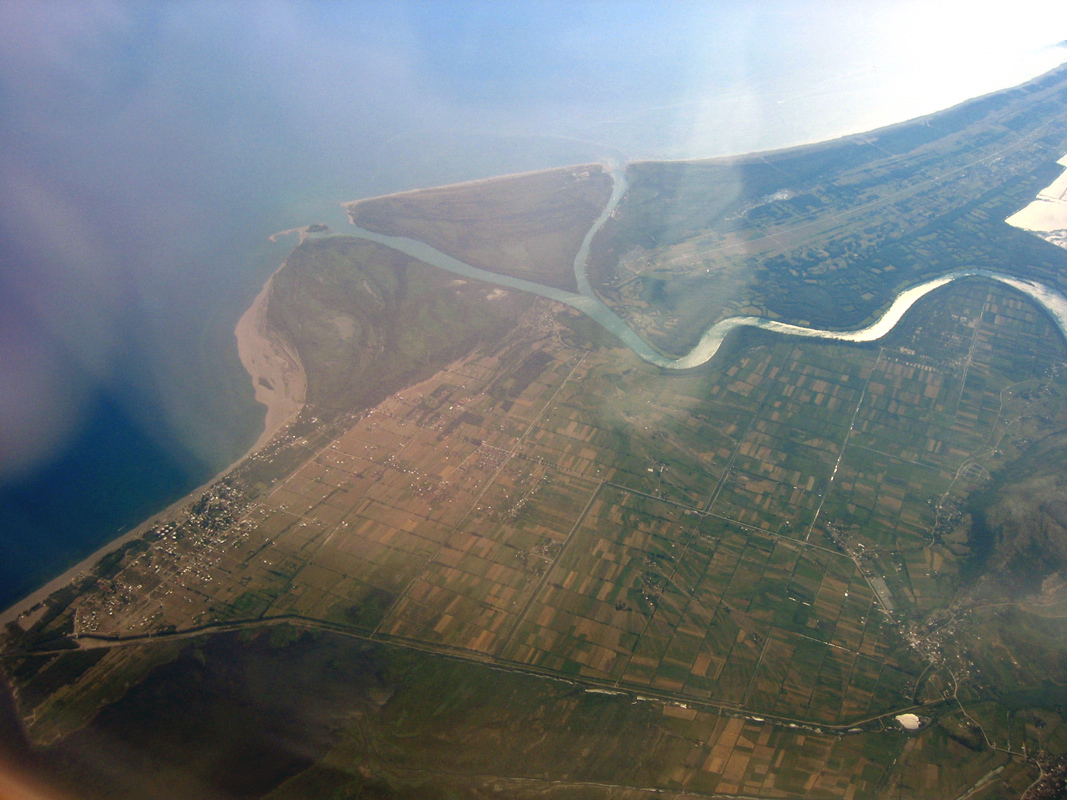
Vue aérienne du fleuve à son embouchure dans la mer Adriatique.

À son embouchure dans la mer Adriatique, le Bojana forme un petit delta c'est l'île Bojana (Ada Bojana).

Le bras de gauche formant la frontière entre l'Albanie et le Monténégro, et celui de droite faisant partie du Monténégro. Le troisième côté de l'île est fait d'une plage de sable fin sur 2 880 m face à la mer Adriatique. 

Le delta se franchit par un pont situé sur le bras droit menant au village de Shën Kollë ("Saint Nicolas", Sveti Nikola en monténégrin), ou se prolonge la "Grande Plage" de sable fin (en albanais Plazhi i madh, en monténégrin Velika plaža) qui s'étend sur 13 km au nord-ouest jusqu'à Ulqin/Ulcinj.
L'île située entre les deux bras est connue sous le nom d'Ada Bojana - Ada en albanais, "Ada" étant un mot turc pour "île" passé au monténégrin. Elle peut accueillir 13 000 estivants.
Ada Bojana se serait formée par accumulation d'alluvions autour du Merito, voilier de Trogir ayant coulé entre deux îlots du fleuve au milieu du XIXe siècle à la suite d'une tempête.
Cette île, dont les contours ne sont guère stabilisés, couvre suivant les rapports entre 4,8 et 6 kilomètres2, ce qui en fait de toutes façons la plus grande île du Monténégro.
Elle est couverte d'une sorte de jungle subtropicale et méditerranéenne, protégée pendant la Guerre froide par le statut de zone-frontière interdite de l'île --aujourd'hui, l'ouverture de la saison touristique coïncide avec la période de reproduction des oiseaux nicheurs ; elle comprend des espèces végétales et des animaux uniques en Europe comme le héron jaune (d'Amérique), et d'autres plus communs comme des colonies de spatules, d'aigrettes garzettes, de hérons cendrés... ainsi que des vaches qui s'y promènent librement.

### Le village naturiste d'Ada Bojana
L'île Bojana accueille depuis 1973 le centre de vacances naturiste Ada Bojana.

Les naturistes ont le choix entre le camping, les bungalows et les maisons sur pilotis sur le Bojana.

On y trouve depuis 1975 une école d'équitation, et plus récemment, un centre de windsurfing.

Le film yougoslave Lepota poroka (« La beauté du péché ») y a été tourné en 1985.

### L'île François-Joseph
Au sud-est, en territoire albanais (accessible depuis Velipojë) se trouve un îlot alluvial, qui se transforme en presqu'île lorsque le débit du Bojana est assez faible : Ishulli i Franc Jozefit' ("l'Ile François-Joseph" en albanais), aussi appelée Ada Minor (l'appellation Ada Major s'appliquant à Ada Bojana). C'est un écosystème important pour les oiseaux aquatiques, principalement de la famille des ardéidés.

## Caractéristiques
Bien que le fleuve soit court, il a un bassin versant plutôt large, couvrant 5 187 km2 (le bassin du Drin non inclus). En effet, toute la zone d'évacuation du lac de Shkodra, le plus grand lac de l'Europe du sud-est, fait partie de ce bassin versant, avec à l'ouest les monts Rumija et Lovćen au Monténégro, et à l'est les Alpes albanaises. Grâce aux eaux du Drin, le Bojana figure à la deuxième place des plus grands affluents de la mer Adriatique, après le Pô en Italie.
Avec en moyenne une largeur de 150 m et une profondeur de 3 m, le Bojana peut servir à transporter des marchandises, principalement entre Ulqin/Ulcinj et Shkodra, dont les ponts sont trop bas pour permettre la navigation. À la fin du XIXe siècle, la compagnie Österreichischer Lloyd (Lloyd autrichienne) y avait établi une ligne.
Le pont près de Saint Nicolas ne permettant que d'accéder à Ada Bojana, on ne peut traverser le Bojana qu'à la sortie de Shkodra, 1 800 m en amont du confluent avec le Grand Drin, sur un pont d'acier recouvert de bois à circulation alternée sur la route d'Ulqin (E 851).
En 2009, un pont en béton à plusieurs arches a été mis en chantier un peu plus en aval.
Le fleuve est classé site Ramsar depuis le 2 février 2006.